# Martin Kuittinen
Martin Cristian Kuittinen Zbijewski (ur. 24 listopada 1997) – fińsko-polski piłkarz zawodowy, grający na pozycji obrońcy lub skrzydłowego w Zimbru Kiszyniów.

## Kariera piłkarska
W wieku 15 lat Kuittinen zadebiutował w fińskim zespole Bollklubben-46. Kuittinen jest wychowankiem hiszpańskiego Realu Valladolid, gdzie dołączył się w 2014 roku po przeszkoleniu w akademii młodzieżowej pierwszoligowego Realu Madryt. W 2017 podpisał kontrakt z Sintrense w trzeciej lidze portugalskiej, gdzie jego trenerem był reprezentant Portugalii Luis Boa Morte.
Przed sezonem 2019 podpisał kontrakt z zespołem Ungmennafélagið Víkingur. W 2021 roku podpisał kontrakt z mołdawskim pierwszoligowym zespołem Zimbru Kiszyniów. Był przeszkolony w Jagiellonii Białystok, gdzie zagrał 5 meczów ligowych i zdobył 1 bramkę.
22 października 2021 roku Kuittinen zadebiutował w Super Lidze podczas przegranego 1-2 meczu z Dinamo-Auto i 27 października 2021 roku strzelił pierwsza bramkę w barwach Zimbru.